# Eleccions legislatives sueques de 1979
Les eleccions legislatives sueques del 1979 es van celebrar el 16 de setembre de 1979. Els més votats els socialdemòcrates, però es formà un govern de centredreta presidit de Thorbjörn Fälldin fou nomenat primer ministre de Suècia.

## Resultats
|                         |                                  |           |        |           |     |  |  |  |
| Partits                 | Partits                          | Vots      | %      | Escons    | +/− |  |  |  |
|                         | Partit Socialdemòcrata           | 2,356,234 | 43.24  | 154 / 349 | 2   |  |  |  |
|                         | Partit Moderat                   | 1,108,406 | 20.34  | 73 / 349  | 18  |  |  |  |
|                         | Partit de Centre                 | 984,589   | 18.07  | 64 / 349  | 22  |  |  |  |
|                         | Partit Popular                   | 577,063   | 10.59  | 38 / 349  | 1   |  |  |  |
|                         | Comunistes del Partit d'Esquerra | 305,420   | 5.61   | 20 / 349  | 3   |  |  |  |
|                         | Unitat Demòcrata Cristiana       | 75,993    | 1.39   | 0 / 349   | =   |  |  |  |
|                         | Partit Comunista                 | 10,862    | 0.20   | 0 / 349   | =   |  |  |  |
|                         | Comunistes del Partit Obrer      | 10.725    | 0,20   | 0 / 349   | Nou |  |  |  |
|                         | Altres partits                   | 19.346    | 0,36   | 0 / 349   | =   |  |  |  |
|                         |                                  |           |        |           |     |  |  |  |
| Vots vàlids             | Vots vàlids                      | 5.448.638 | 99,43  |           |     |  |  |  |
| Vots blancs i invàlids  | Vots blancs i invàlids           | 31.488    | 0,57   |           |     |  |  |  |
| Total                   | Total                            | 5.480.126 | 100,00 | 349       | =   |  |  |  |
| Inscrits / participació | Inscrits / participació          | 6.040.461 | 90,72  |           |     |  |  |  |